# Series of Dreams
Series of Dreams è una canzone scritta e composta dal cantautore americano Bob Dylan. Originariamente registrata per l’album Oh Mercy e prodotta da Daniel Lanois, la canzone non venne mai pubblicata nel disco ma è stata successivamente remixata e inclusa in The Bootleg Series Volumes 1-3 (Rare & Unreleased) 1961-1991 del 1991. Secondo le note di copertina della serie dei bootleg, Series of Dreams è stata registrata il 23 marzo 1989, con sovraincisioni aggiunte nel gennaio 1991.
Series of Dreams apparve nella compilation Bob Dylan's Greatest Hits Volume 3 del 1994.
Una traccia alternativa del brano, incisa nella sessione del 23 marzo 1989, venne pubblicata nel 2008 in The Bootleg Series Vol. 8: Tell Tale Signs: Rare and Unreleased 1989–2006.

## Testo
Tra le composizioni più ambiziose di Dylan, Series of Dreams riceve un tumultuoso missaggio da parte del produttore Lanois. I testi sono abbastanza semplici, dando una descrizione letterale dei disordini incontrati dal narratore durante una "serie di sogni", prima che le descrizioni si trasformino in un insieme di versi altamente evocativi con testi surreali.
È probabilmente una delle più concise canzoni di Dylan e rimane un mistero il motivo per cui non è stata inclusa in Oh Mercy. La banalità del brano sembra rispecchiare il fatto che l’artista ha già dimostrato il suo valore e si trova adesso vuoto e annoiato. Series of Dreams sembra giustificare il passato e la produzione di Lanois ben si adatta alla traccia, conferendo al testo introspettivo e semplice un senso di grandezza.

## Incisione
Nell'autobiografia Chronicles: Volume One, Dylan scrive a proposito dell'incisione del brano:
"Anche se a Lanois piaceva, la parte che preferiva era il bridge, e avrebbe voluto che l'intera canzone fosse così. Capivo il suo punto di vista, ma non si poteva. A dire il vero ci pensai per un secondo, che forse potevo partire con il bridge come strofa principale e usare la strofa principale come bridge [...] l'idea non mi sembrava un granché, e a ripensare alla canzone in quel modo le facevo solo un danno. Andava bene così com'era e non mi volevo perdere in troppi pensieri su come modificarla." 
Durante un'intervista per un'emittente radio di Chicago, Lanois dichiarò al critico musicale Greg Kot del Chicago Tribune che "Series of Dreams era stata scelta come brano di apertura dell'album, ma alla fine Dylan si oppose". Il critico Tim Riley scrive che il brano doveva essere il titolo temporaneo di Oh Mercy.
Il videoclip di Series of Dreams venne nominato per il Grammy Award nel 1992, ma alla fine il premio se lo aggiudicarono i R.E.M. con la canzone Losing My Religion.

## Curiosità
Il brano è stato usato come sigla della terza stagione (2019) della serie televisiva Mr. Mercedes